# Pseudovelia
Pseudovelia is een geslacht van wantsen uit de familie beeklopers (Veliidae). Het geslacht werd voor het eerst wetenschappelijk beschreven door Hoberlandt in 1950.

## Soorten
Het genus bevat de volgende soorten:

Subgenus: Trichovelia Hoberlandt, 1951
- Pseudovelia brevicornis Linnavuori, 1977
- Pseudovelia breviloba Linnavuori, 1977
- Pseudovelia curtipes Linnavuori, 1977
- Pseudovelia machadoi (Hoberlandt, 1951)
- Pseudovelia pilipes (Linnavuori, 1975)
- Pseudovelia pseudomajor Linnavuori, 1977
- Pseudovelia tonkouiana Linnavuori, 1977
- Pseudovelia troilos (Linnavuori, 1975)